# Црква Светог пророка Илије у Љубижди
Црква Светог Пророка Илије се налазила у Љубижди, насељеном месту на територији општине Призрен, на Косову и Метохији. Припадала је Епархији рашко-призренске Српске православне цркве.
Црква је била посвећена Светом Пророку Илији и налазила се четири километра североисточно од Призрена. Обновљена је 1979. године на старим темељима храма из 16. века.

## Разарање цркве 1999. године
Од стране албанских екстремиста црква је опљачкана, демолирана, унутра паљена и минирана, након доласка немачких снага КФОР-а. Хришћанско гробље око ње је порушено.